# Crocidura religiosa
Crocidura religiosa là một loài động vật có vú trong họ Chuột chù, bộ Soricomorpha. Loài này được I. Geoffroy mô tả năm 1827.